# Sandigliano
Sandigliano – miejscowość i gmina we Włoszech, w regionie Piemont, w prowincji Biella.
Według danych na styczeń 2009 gminę zamieszkiwało 2790 osób przy gęstości zaludnienia 273,5 os./1 km².